# Alicia Alonsová
Alicia Alonsová (21. prosince 1920, Havana, Kuba – 17. října 2019, Havana) byla kubánská primabalerína.

## Biografie
S baletem začala v 8 letech. V 16 letech se vdala za svého spolužáka, tanečníka Fernanda Alonsa a odešli spolu do New Yorku. Brzy se jim narodila dcera Laura, kterou posléze poslali do Aliciiny rodiny na Kubu, aby se mohli věnovat extrémně intenzivním tréninkům.
V roce 1941 diagnostikovali lékaři Alicii odchlípenou sítnici a tehdejší sólistka New York City Ballet se podrobila 3 operacím, během kterých strávila více než rok bez pohybu se zavázanýma očima na lůžku. Operace ale nepomohly a Alicia se musela vyrovnat se ztrátou periferního vidění. Kvůli tomuto omezení vyžadovala absolutní přesnost od tanečních partnerů, orientovala se podle silných světel a kolem jeviště byl natažen tenký drát.
V roce 1948 založila Kubánský národní balet. Je sice souborem prvotřídních tanečníků a chloubou kubánského komunistického režimu, během let však mnoho jeho členů využilo zájezdů do ciziny k opuštění Kuby.
Do vysokého věku byla uměleckou ředitelkou souboru, ačkoli téměř slepá.

## Vyznamenání
- Řád Carlose Manuela de Céspedes – Kuba, 1947[4]
- šerpa Řádu aztéckého orla – Mexiko, 1982[4]
- komtur Řádu Vasco Núñeze de Balboa – Panama, 1984[4]
- kříž Řádu Isabely Katolické – Španělsko, 1993[4]
- dáma Řádu za zásluhy Duarta, Sáncheze a Melly – Dominikánská republika, 1996[4]
- komandér Řádu umění a literatury – Francie, 1998[4]
- Řád José Martího – Kuba, 2000[4][5]
- důstojník Řádu čestné legie – Francie, 2003